# Enti

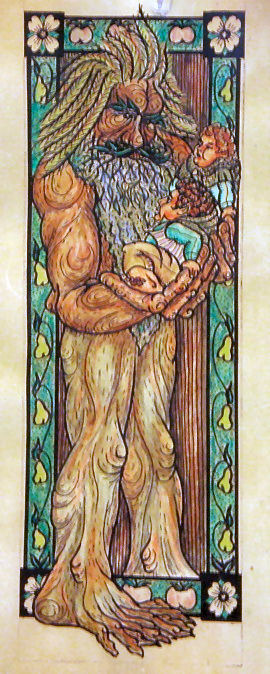
Ent Stromovous a hobité

Enti, též Pastýři stromů, sindarsky Onodrim, jsou stromům podobné bytosti z fiktivního světa Středozemě J. R. R. Tolkiena. 

## Fiktivní původ entů
Ještě před počátkem Hvězdných věků, když byli stvořeni trpaslíci (viz Aulë), Aulëho manželka Yavanna se zalekla, neboť poznala, že trpaslíci i Ilúvatarovy děti (elfové a lidé) se budou pramálo ohlížet na to, co vytvořila. Předstoupila se svými starostmi před Manwëho a vyslovila přání, aby se stromy staly mluvčími všech olvar (rostlin). Manwë se podivil této myšlence, ale Yavanna mu odpověděla, že přesto byla obsažena v Hudbě, Ainulindalë. Tu Ilúvatar způsobil, že Manwë opět slyšel Hudbu a všiml si i věcí, jež mu dříve unikly. Manwë pak Yavanně vyjevil Ilúvatarův záměr: Až procitnou Děti, přijdou mezi olvar a kelvar duchové a někteří s nimi zůstanou a budou je chránit.
Enti byli vytvořeni jako ochránci olvar, rostlin, které na rozdíl od kelvar, zvířat, neměly možnost se bránit nebezpečí. Proto se entům také říká Pastýři stromů. Enti vynikali vzrůstem a velkou silou, dosahovali výšky kolem pěti metrů a rukama dovedli drtit kámen. Enti pili zvláštní nápoje, po nichž rychle rostli; tohoto nápoje se napili také Smíšek a Pipin a poté výškou převyšovali všechny ostatní hobity.

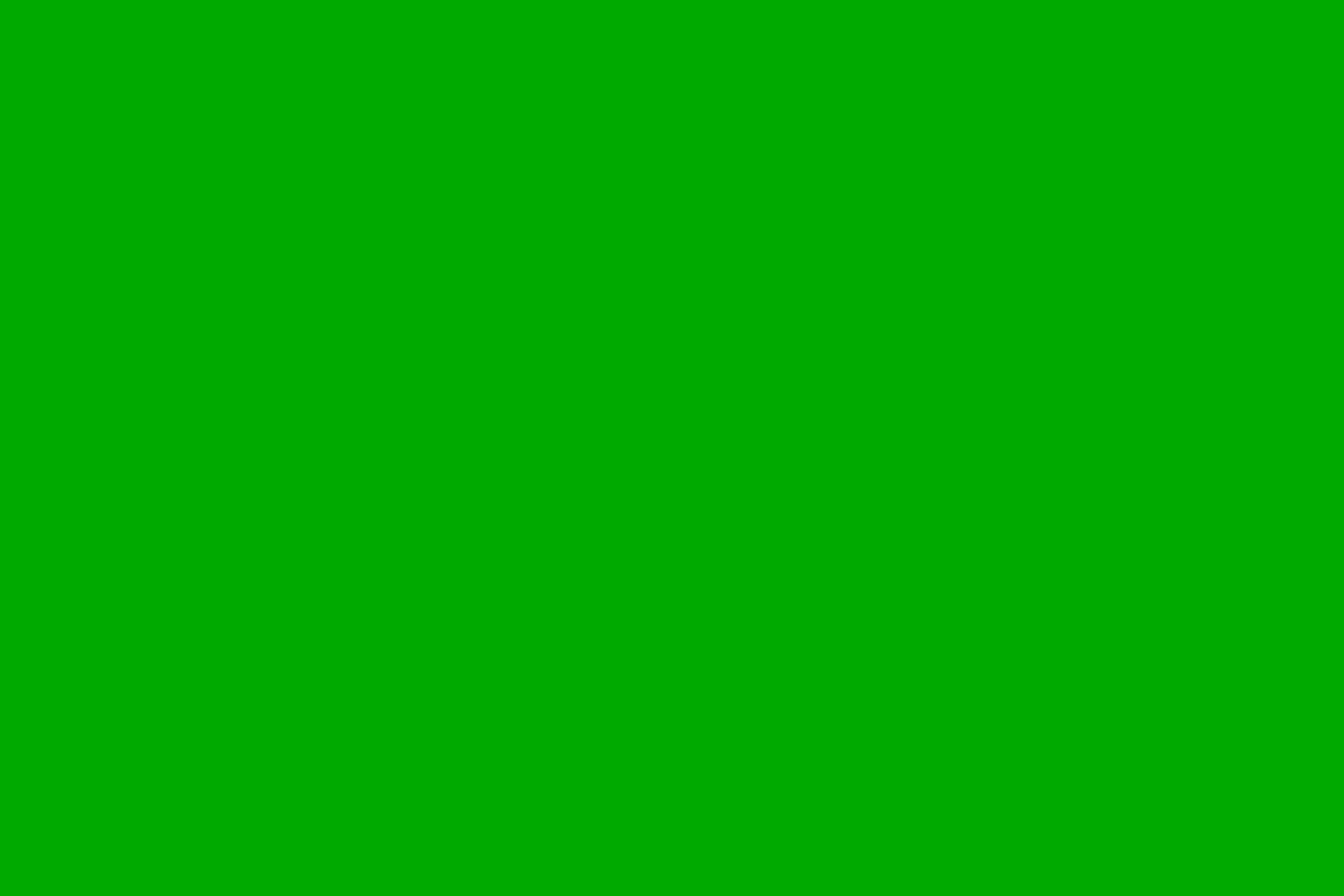
vlajka fangorn

Enti byli málo známou rasou a mnoho se o nich neví, žili samotářsky a nemíchali se do věcí jiných národů. Nenáviděli skřety a trpaslíky, kteří káceli stromy, a hodně si vážili elfů, kteří se také starali o lesy a probudili v entech touhu mluvit.

## Hvězdné věky
Enti procitli v Prvním hvězdném věku ve hvozdech Středozemě, a zde je později objevili elfové, nazvali je Onodrim (sg. Onod) a naučili je mluvit. Postupem času si enti vytvořili vlastní jazyk, který používali jen v hovoru mezi sebou a jiné národy se ho nikdy nenaučily, tento jazyk byl velmi rozvláčný a trvá dlouho jím něco sdělit.
Entů si ale časem všiml Melkor a chtěl mít plemeno stejně silné, a tak vytvořil trolly, jimž se též říkalo zlobři. Zlobři byli sice silní, ale nebyli moc chytří a stejně jako skřeti (které Melkor stvořil ze zmučených elfů) také zlobři nenáviděli denní světlo a pokud se jich dotkly sluneční paprsky, zkameněli. Přesto napáchali mnoho škod.
| „            | Vy možná nevíte jak jsme silní. Slyšeli jste snad o skalních obrech? Ti jsou náramně silní. Ale zlobři jsou jen napodobeniny, které Nepřítel vyrobil za Velké tmy na posměch elfům. My jsme silnější než zlobři. | “ |
| — Stromovous | |   |

## První věk
Do dějin Prvního věku zřejmě enti významněji zasáhli pouze jednou, a to když pobili část trpaslíků, kteří zahubili krále Thingola a vyplenili jeho palác Menegroth. Od těch dob enti (a také elfové) nemají trpaslíky příliš v lásce.

## Druhý věk
Od počátku Druhého věku začalo entů ubývat, došlo k potopení Beleriandu, ve kterém byly jedny z největších hvozdů. Númenorejci začali ve Středozemi ve velkém těžit dřevo na stavbu lodí, nové stromy však nesázeli. Enti se prakticky udrželi jen ve Fangornu, hvozdu na jihovýchodě Mlžných hor. Entky se jim začaly vzdalovat, protože se věnovaly spíše zahradnictví a pěstování, zatímco enti raději nechávali stromy přirozeně růst. Jednou se proto všechny entky sebraly a odešly do Hnědých zemí za řekou Anduinou, které se nacházejí severně od Sauronovy říše Mordoru. Některé lidské znalosti zemědělství zřejmě pocházely právě od entek.
Enti čas od času stále chodili entky navštěvovat, ale postupně stále řidčeji. Jednou se po mnoha letech Stromovous rozhodl opět entky navštívit, ale našel jejich země zpustošené Sauronem a válkou Posledního spojenectví. Od těch dob se už s entkami nikdy nesetkali, ačkoli je hledali v mnoha zemích. Enti už se tak nemohli rozmnožovat, takže jich stále ubývalo – enta je sice obtížné zahubit a mohou žít nesmírně dlouhý život, ale mnozí enti postupem času přestanou mluvit a chodit a „zestromovatí“, stanou se z nich obyčejné stromy.

## Třetí věk

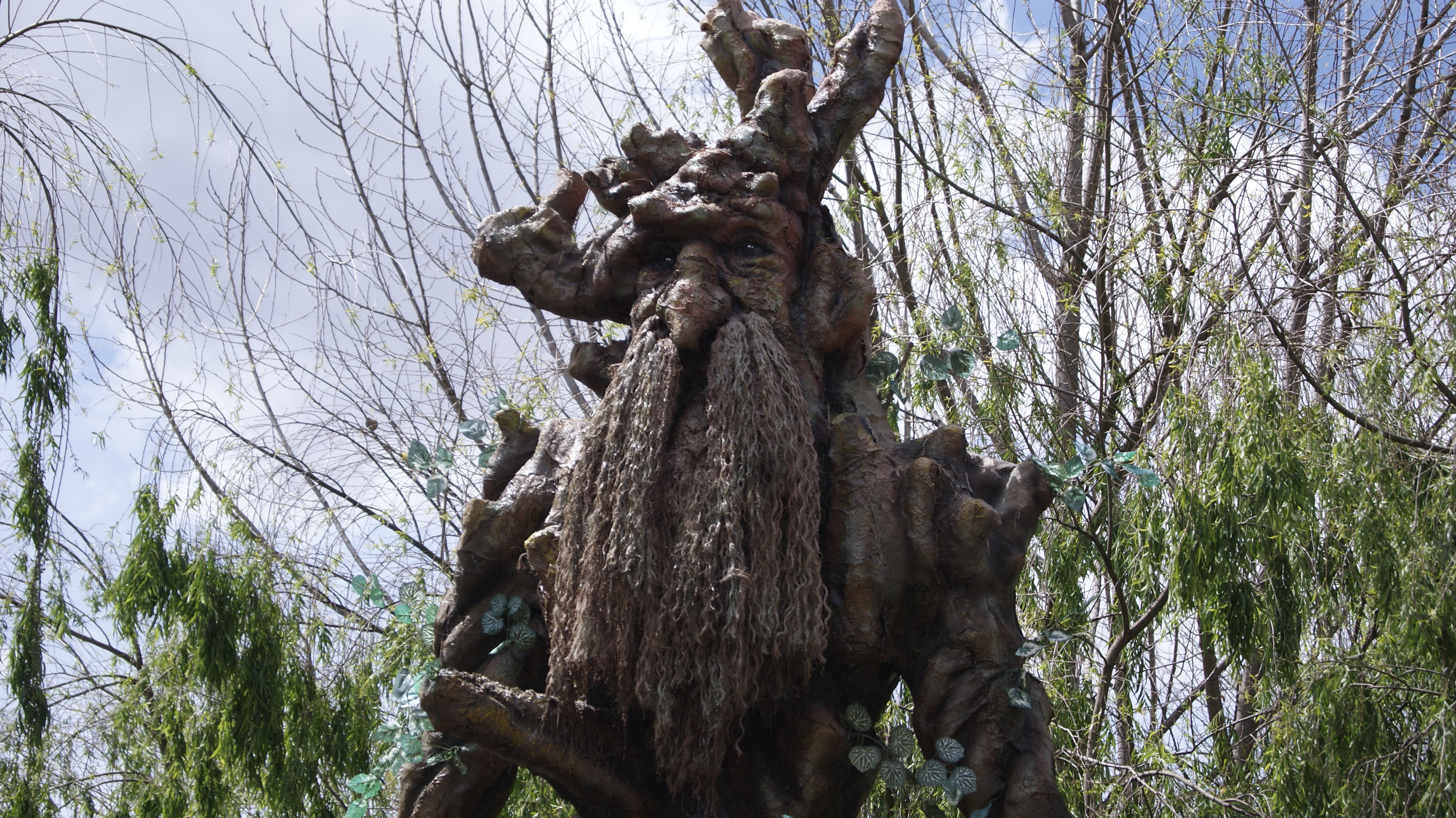
Stromovous

Enti se prakticky po celý Třetí věk nijak neprojevovali, přesto se v Rohanu (ležícím jižně od Fangornu) vyprávěly pověsti o tom, že v lese přebývá tajemná síla, chránící stromy. Ani elfové už se s enty nestýkali – např. Galadriel se poprvé se Stromovousem setkala až po Válce o Prsten, Legolas uvádí, že enta nikdy neviděl. Jediní, kdo tedy s enty zřejmě udržoval jakýsi kontakt, byli čarodějové – konkrétně Gandalf, který byl jedním ze Stromovousových přátel, a Saruman, který se snažil vypátrat všechna tajemství Fangornu.
Teprve na samém konci Třetího věku do Fangornu uprchli hobiti Peregrin se Smělmírem a setkali se Stromovousem. Jejich vyprávění o zlu, které Saruman spáchal (zničení části Fangornu, vypěstování vlastního plemene skřetů), ho rozhněvalo natolik, že svolal všechny fangornské enty a huorny a vytáhl s nimi proti Železnému pasu. Ten byl jejich silou zcela zničen až na Sarumanovu citadelu Orthank, která byla dílem Dúnadanů a odolala síle entů. Všichni tamní skřeti byli pobiti. Na popud Gandalfa se pak velká část huornů vypravila na pomoc oblehnutému Helmovu žlebu a pobila prchající Sarumanovu armádu. Ještě jednou pak enti zasáhli do Války o Prsten – když král Théoden jel s vojskem Rohirů na pomoc Gondoru, poslal Sauron mohutnou skřetí armádu, aby napadla slabě chráněný Rohan. Skřeti však narazili na enty a byli jimi rozehnáni.

## Čtvrtý věk
Ve Čtvrtém věku enti zřejmě zcela vymizeli z lidských dějin. Postupně asi všichni zestromovatěli a už nikdy nenašli své ženy. Tolkien přesto ponechal určitou naději, že by to mohlo být i jinak:
- Entky mohly odejít dále na Východ, který byl až do konce Třetího věku pod vlivem Saurona. Po jeho pádu se východní země – do té doby téměř neznámé – otevřely a není vyloučeno, že některé entky tam přežily.
- Entové pátrají po entkách i jinde. Stromovous v knize několikrát vyzvídá na Smíškovi a Pipinovi, jestli někdy v Kraji neviděli entky, protože hobití země „by se jim líbila“. Rozhovor, který vedl Sam Křepelka s Tedem Pískařem na samém začátku Pána Prstenů, podporuje teorii, že v Kraji byl viděn ent:[2]

„Ale co stromolidi, ti obři, jak by se jim dalo říkat? Vážně se povídá, že za Severním rašeliništěm viděli jednoho, co byl větší než strom a není to dlouho.“ – „Kdo to říká?“ – „Třeba můj bratránek Jindra. Dělá pro pana Bulíka v Záhoří a chodí na lov do Severní čtvrtky. Viděl ho.“ – „Možná že to říká. Váš Jindra pořád říká, že něco viděl; a třeba vidí i věci, který nejsou.“ – „Ale tenhle byl velký jako jilm a chodil – sedm metrů krok, když vůbec.“ – „Tak se vsadím, že vůbec nechodil. Asi viděl opravdovskej jilm a nic jinýho.“ – „Ale tenhle chodil, říkám ti; a na Severním rašelinisku nejsou jilmy.“ – „Tak ho tam Jindra nemoh vidět.“

## Významní enti
Z celé historie známe jména jen šesti entů, byli to:
- Stromovous, Fangorn, nejstarší žijící bytost vůbec, objevil hobity Smíška a Pipina, jejichž příchod do Entího lesa významně ovlivnil pozdější události.
- Listovlas, Finglas, říká se o něm, že „zestromovatěl“.
- Korkož, Fladrif, žil poblíž Železného pasu a bojoval osaměle proti skřetům.
- Fimbrethil, zvaná Lehkonohý prouteček, manželka Stromovouse.
- Řeřábek, Bregalad, mladý ent, říkalo se o něm, že je ukvapený (na entí poměry), jednomu starému entovi totiž odpověděl na otázku dřív než ji on stačil dopovědět.
- Bukost, byl zapálen skřety při útoku na Železný pas.

## Huorni
Neví se přesně jak vznikl tento národ, bylo to nejspíš „zestromovatěním“ některých entů, nebo „entovatěním“ stromů. Huorni byli velmi zlí a nenáviděli každého, kdo vkročil do jejich lesa, lákali pocestné do pasti a zabíjeli je. Jen enti jim dokázali poručit, ale zatímco entů ubývalo, huornů přibývalo a hluboké lesy začaly být nebezpečné. Jeden z huornů byl znám jako Dědek Vrbák a žil ve Starém hvozdě na východ od Kraje. Pokud se huorni rozzuří, dovedou velmi rychle cestovat; a dokážou se zahalit stínem.

## Entština
Jazyk entů je složitý, zpěvavý, s tendencí k opakování. Připomíná šumění a zvuky lesa. Protože každé slovo v sobě má obsahovat celý příběh věci, již označuje, entština je velmi zdlouhavá a velmi dlouho trvá, než se jí něco vyjádří. Pro tuto složitost se entštině nikdy nenaučily jiné národy, dokonce ani elfové. Avšak enti se kvůli potřebě dorozumění celkem snadno naučili některým jiným jazykům, protože žijí dlouho a nová slova nikdy nezapomínají.

## Reálný původ entů
Oživlé stromy se vyskytují v některých pověstech a pohádkách (v Česku jsou například známy oživlé stromy z ruské filmové pohádky Mrazík, které jsou entům velmi podobné). Přestože Tolkien mohl být nějakou pověstí ovlivněn, hlavním motivem pro něj byla jeho láska ke stromům. Skutečná inspirice přišla z drobnosti v Shakespearově Macbethovi, v němž se Tolkien v mládí dočetl, že Macbeth nebude poražen, „dokud birnamský les nezteče dunsinanský hrad“, a byl hořce zklamán, že nepřátelští vojáci pouze použili usekané větve z birnamských stromů k maskování – Tolkien si tehdy mohl představoval stromy, které táhnou do války.

## Enti v kultuře

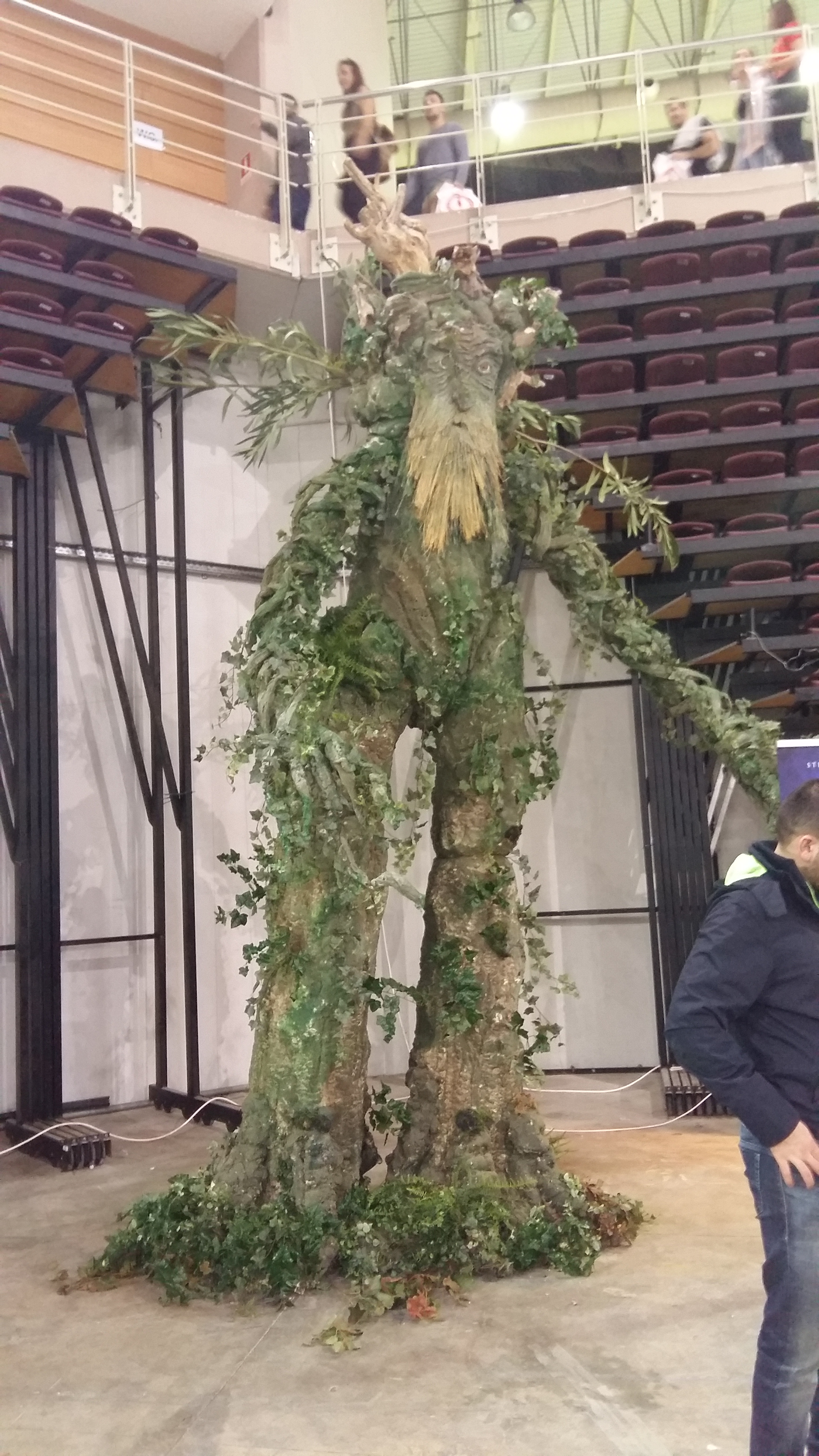
Model enta

Enti se vyskytují i ve filmovém zpracování Pána Prstenů.
Ve Futuramě: Benderova hra se objevuje parodie na Stromovouse, který je použit jako dřevo k rozdělání ohně.
Tolkienovy oživlé stromy jako mocné a nebezpečné bytosti se vyskytují v celé řadě pozdější fantasy, hrách na hrdiny a počítačových hrách, uveďme například Magic: The Gathering, Heroes of Might and Magic nebo Warcraft. Přestože se zpravidla nenazývají enti, jsou očividně inspirovány Tolkienovým světem.